# Pál Gyulai
Pál Gyulai, född 25 januari 1826, död 9 november 1909, var en ungersk litteraturkritiker och litteraturhistoriker.
Gyulai var den förste som framhävde nationalpoeten Sándor Petőfis betydelse, och blev professor i ungersk litteraturhistoria i Budapest 1876. Han redigerade flera av tidens tongivande tidskrifter och bokserier, och intog på sin tid en obestritt ledande ställning som litteraturkritiker. Under ett halvt århundrade präglade han den ungerska litteraturen med sin kvalitetsmedvetenhet och sin övervägande konservativa hållning.
Gyulai var även verksam som poet. Bland hans verk märks Vörösmarty életrajza (Vörösmartys biografi) och Költemények ("Dikter" 1870).